# 김어준의 Papa is
https://h21.hani.co.kr/arti/society/society_general/43627.html《김어준의 파파 이스(Papa is)》는 한겨레TV에서 제작하는 대한민국의 시사 관련 인터넷 방송으로, 딴지일보의 총수 김어준이 진행을 맡고 있다. 2014년 3월 14일에 첫 방송이 업로드 되었으며, 다목적 카페인 벙커 1에서 공개 녹화 형식으로 진행된다. 포맷은 유튜브에 업로드 되는 영상 매체와 팟캐스트에 업로드 되는 같은 내용의 음원이 있다.
2014년 6월 20일 방영된 13회부터는 동일한 이름을 사용하는 패스트푸드 체인인 KFC 미국 본사의 요청으로 인하여 기존 방송 타이틀이었던 《김어준의 KFC》의 사용을 중단하고 《김어준의 파파 이스(Papa is)》로 변경하였다.

## 출연진
- 김어준(딴지일보 총수) - 진행자
- 송채경화(한겨레21 기자) - 고정 패널, 〈KFC 이슈브리핑〉코너 진행(1회 후 코너 폐지)

과거 고정 출연진
- 김보협(한겨레21 기자) - 고정 패널 (14회 까지)
- 선대인 - 〈선대인의 참죠 경제〉 코너 패널(1, 2회)

## 제작진
- 서정원 - 작가(1~7회)
- 박연신 - 작가(8~164회)
- 이경주 - 기획 및 연출(1~164회)
- 박수진 - 연출(2~20회), 종합편집(번외편(6.5))
- 정주용 - 연출(3~20회)
- 이동주 - 조연출(1회)
- 문석진 - 종합편집(1~164회), 타이틀 제작
- 박성영 - 기술감독, 카메라(7~164회)
- 박주성 - 음향, 진행(벙커팀, 3~164회부터)
- 배상명, 김수기, 김준엽, 나호영 - 진행(벙커팀, 3회부터)
- 김도성 - 영상취재(6회)
- 정동화 - 카메라(번외편(6.5)부터)
- 장준영 - 카메라(번외편(6.5))
- 정주용 - 카메라(번외편(6.5)부터)
- 장지남 - 카메라(7회)
- 이영상, 이도성 - 벙커팀(9~164회)
- 김창규(필명 '죽지 않는돌고래'), 심우찬, 함현식, 조창제, 길기웅, 주하아린, 김진 - 딴지일보 팀(9, 10회)
- 3호선 버터플라이, 남의집이불속 - 음악
  - 방송 여는 곡: TITICACA - 3호선 버터플라이 (시즌1) 
말해요 우리 - 3호선 버터플라이 (시즌2)
  - 방송 닫는 곡: 저녁산책 - 남의집이불속
  - 인트로 : 야간주행 - 남의집이불속

## 방송 내용

### 2014년
| 회차 | 업로드 일자 | 제목                              | 코너와 내용 | 패널                                      | 게스트 |
| ---- | ----------- | --------------------------------- | --- | ----------------------------------------- | --- |
| 1    | 3월 14일    | 어준의 귀환!                      | 〈KFC 이슈브리핑〉 - "구미시를 '박정희시'로 바꾸자." 〈이슈토크〉 - 국정원, 서울시 공무원 간첩 증거조작 사건 5라운드! 〈선대인의 참죠 경제〉 - 월세 과세 정책의 진실? | - 김보협/송채경화(한겨레21 기자) - 선대인 | 유우성(전 서울특별시 공무원) 김용민(변호사)                                                                       |
| 2    | 3월 22일    | 국정원과 변호사의 한판 욕배틀!    | 〈KFC 이슈토크 1〉 - 국정원과 변호사의 한판 욕 배틀! - 장경욱 변호사와 국정원 요원과의 공방 공개 〈KFC 이슈토크 2〉 - 정청래 국회의원의 국정원 출구전략 〈선대인의 참죠 경제〉 - 거대한 사기, 집값 바닥론의 덫?                                                                                  | - 김보협/송채경화(한겨레21 기자) - 선대인 | 장경욱(변호사) 정청래(국회의원)                                                                                   |
| 3    | 3월 28일    | 안철수, 어쩔!                     | 〈KFC 이슈토크 1〉 - 번호 없는 새정치민주연합 청문회?! 〈KFC 이슈토크 2〉 - 청와대, 채동욱 총장 찍어내기 또는 물타기 | - 김보협/송채경화                         | 김현미(국회의원) 김진철(한겨레 기자)                                                                              |
| 4    | 4월 4일     | 너나 잘할까?                      | 〈KFC 이슈토크 1〉 - 무공천 기초단체장 후보에게 들어본다 〈KFC 이슈토크 2〉 - 무공천 선거 후 새정치연합 미리보기 | - 김보협/송채경화                         | 김영배(성북구청장) 정청래(국회의원)                                                                               |
| 5    | 4월 11일    | 무인기와 장난감                   | 〈여의도 리포트〉 - 1. 송채경화 기자 "계속되는 간첩 증거 조작 사건?" / 2. 정청래 국회의원 "7%차 기초선거 공천지지자 우위 예언!" 〈KFC 이슈토크〉 - 북한 제작 추정 무인기를 수사한다. | - 김보협/송채경화                         | 정청래(국회의원) 김보근(한겨레 기자)                                                                              |
| 6    | 4월 25일    | 진도VTS와 이종인                  | 〈여의도 리포트〉 - 1. 세월호 침몰 사고에 대한 정부와 정치권 이모저모 / 2. 외국 언론이 바라본 세월호 침몰사고 〈KFC 이슈토크〉 - 1. 세월호와 진도VTS의 사라진 2시간 / 2. 거부된 희망, 다이빙벨                                                                                                   | - 김보협/송채경화                         | 이종인(알파잠수기술공사)                                                                                          |
| 번외 | 4월 30일    | 세월호 3대 의혹                   | [단독] "첫 바지선 언딘이 '알박기' ... 해수부 회의록 '언딘'을 지웠다." / 1. 침몰전 - 왜 세월호만 없나? / 2. 침몰후 | - 김어준 단독진행                         | - 김어준 단독진행                                                                                                 |
| 7    | 5월 9일     | 세월호 팬티의 미스터리            | 1. 왜 초동구조는 실패했는가? 세월호 선장은 왜 팬티를 입고 탈출했는가? 2. 해경의 진도VTS와 세월호 교신 음성 파일은 조작? 3. [언딘] 밀어주기, 그 배후의 막강한 3권력의 실체는? 4. 민간 잠수사의 현장 증언? 5. 왜 세월호 참사를 추모로 마감해서는 안 되는가? "우리 국민은 모두 실종자가 될 수있다." | - 송채경화                                | 유경근(세월호 유가족 공동대표) (전화통화) 김명기(UDT 동지회 간사) (전화통화) 정호원(88수중개발 부사장) (전화통화) |
| 8    | 5월 16일    | 세월호, 거짓말들                  | 1. 세월호 참사의 막말들? 2. 침몰 전의 거짓말들! 3. 침몰 후의 거짓말들! | - 김보협/송채경화                         | |
| 9    | 5월 23일    | 세월호, 침몰의 재구성             | 1. 박근혜 대통령의 눈물? 2. 세월호, 침몰의 재구성? | - 김보협/송채경화                         | |
| 10   | 5월 30일    | 세월호, 언딘의 욕망               | 1. 6.4지방선거 여론 동향? 2. 세월호, 언딘의 욕망? | - 김보협/송채경화                         | 이택수(리얼미터 대표)                                                                                             |
| 11   | 6월 6일     | Candy, Go Go!                     | 1. 6.4지방선거 진단 2. 6.4지방선거 후 정치 지형? | - 김보협/송채경화                         | 정청래(국회의원) 이택수(리얼미터 대표)                                                                            |
| 12   | 6월 13일    | 도라이버 그리고 세월호            | 1. 새누리당의 남북정상회담 대화록 누설 '혐의없음' 2. 6.4지방선거 "젠틀먼, 젠장?" 3. 공명선거를 위한 도라이버? 4. 세월호, 사라진 통화기록? | - 김보협/송채경화                         | 정청래(국회의원)                                                                                                  |
| 13   | 6월 20일    | 도라이버 그리고 다이빙벨          | 1. 문창극 총리 후보? 2. 선관위의 '도라이버' 응답? 3. 다이빙벨 철수의 진실? | - 김보협/송채경화                         | 박주민(변호사) (전화통화) 김명기(UDT 동지회 간사) (전화통화)                                                      |
| 14   | 6월 27일    | 세월호, 통화삭제, 되다            | 1. 월드컵 이모저모? 2. 문창극 전총리 후보의 조부는 독립운동가? 3. 세월호, 통화삭제! 4. 투표지분류기 점검? | - 김보협/송채경화                         | |
| 15   | 7월 4일     | 김어준, 퀴즈 내다.                | 1. 월드컵 이모저모? 홍명보 감독? 2. 새누리 비리 정당대회? 3. 세월호, 계속되는 통화삭제! 4. 한국 개표기? vs 일본 개표기! | - 송채경화                                | |
| 16   | 7월 11일    | 월드컵 그리고 공천갈등            | 1. 월드컵 특집: 두번, 이탈리아의 한국에 대한 복수 경기 실패의 역사? 2. 최강의 낙마 장관 후보? 인사청문회! 3. 세월호 의혹, 원점에서 다시? 4. 한국 개표 vs 일본 개표, 독일의 개표? | - 송채경화                                | 정청래(국회의원)                                                                                                  |
| 17   | 7월 18일    | 세월호와 네덜란드 도라이버        | 1. 이슈브리핑: 김무성, 새누리당 장악? 2. 세월호 국조 특위와 세월호 특별법? 3. 독일, 네덜란드는 왜 전자식 개표기를 버렸나? | - 김어준 단독진행                         | 김현미(국회의원) 정청래(국회의원)                                                                                 |
| 18   | 7월 25일    | 유병언, 권은희 그리고 가자지구    | 1. 이슈브리핑: 엄마부대 해부? 2. 유병언 타살? 3. 새누리당, 세월호 특별법 왜 반대하는가? 4. 뉴스타파, 권은희 후보 오보?! 5. 가자지구의 '아이언돔'의 진실 퀴즈? | - 송채경화                                | 표창원(범죄과학수사연구소 소장) (전화통화) 김경률(회계사) (전화통화) 정청래(국회의원)                             |
| 19   | 8월 1일     | 유병언 그리고 우울해하지마        | 1. 이슈브리핑: 송채기자, 진도항까지 도보 리포트 2. 유병언 반가짜설?! 3. 7.30 이후 정국 "우울해 하지마" 4. 원장님! '재떨이'는 어디에 둘까요? | - 송채경화                                | 정청래(국회의원)                                                                                                  |
| 번외 | 8월 15일    | 박영선 그리고 두바이              | 1. 이슈브리핑: 특별법 후폭풍과 물타기 기사? 2. 새정치민주, 특별법 협상 실패의 돌파구는? 3. 그들이 '두바이'로 간 까닭은? | - 송채경화                                | 정청래(국회의원)                                                                                                  |
| 20   | 8월 22일    | 아이언돔 그리고 두바이            | 1. 이슈브리핑: 국군 사이버사 정치개입 꼬리자르기와 김수창 전 제주지검장 수사 전말? 2. 교황, "Be brave!" 3. 아이언돔,전쟁비즈니스?! 4. 세월호, 국정원의 AIR KOREA? | - 송채경화                                | 김외현(한겨레 기자)                                                                                               |
| 번외 | 8월 29일    | 유민아빠 그리고 파파파티          | 1. 이슈브리핑: 문재인 의원 단식현장 단독인터뷰? 2. 유민아빠 비운 자리에 함께하는 시민! 3. 시청자 사은파티: 모니터 밖 파파이스 시청자의 목소리?! | - 송채경화                                | 정청래(국회의원) 박경종(성악가) 백자(가수)                                                                        |
| 21   | 9월 5일     | 세월호, 지그재그 고의침몰         | 1. 이슈브리핑 - 홍성담 화백의 그림 철수, '뉴욕타임스' 보도? - 박창신 신부의 소환? - 신공화당의 단식시험? 2. 유민아빠 병상 단독 인터뷰? 3. 세월호 특별법 수사, 기소권 위헌인가? 세월호 일반인 실종자 가족, 특별법 반대? 4. 세월호, 지그재그 고의침몰?!                                            | - 송채경화                                | 정청래(국회의원) 이호중(교수)(전화통화) 김지영(다큐멘터리스트)                                                    |
| 22   | 9월 19일    | 세월호, 다시 한 번 고의침몰       | 1. 이슈브리핑 - 박근혜 대통령 국무회의 발언? - 배우 김부선은 '시민'이다! - 유민아빠 비하 문자메시지 받은 택시기사? 2. 이슈토크 - 24일 단식 후 정청래 의원의 눈물과 박영선 의원! - 세월호, 지그재그 고의침몰과 고장난 나침반?!                                                                    | - 송채경화                                | 정청래(국회의원) 김지영(다큐멘터리스트)                                                                           |
| 23   | 9월 26일    | Telegram 그리고 "고의 지그재그 3" | 1. 이슈브리핑 - 대학축제 의상의 자기검열 현상을 보며? - 검찰 '사이버 허위사실 유포 전담 수사팀'의 의미? - 검찰, '7시간 의혹’을 다룬 산케이신문 번역 기자 압수수색? 2. 이슈토크 : "세월호의 사라진 29초 동안의 AIS에 찾은 한 점! 지그재그 고의침몰의 가능성?!"                                    | - 송채경화                                | 김지영(다큐멘터리스트)                                                                                            |
| 24   | 10월 3일    | 유민아빠 그리고 사찰              | 1. 이슈브리핑 - "법치주의는 죽었다!" - 영화 '다이빙벨' 상영불가? - 사이버 사찰 2. 이슈토크 : "진실만 밝혀주십시요. 진실한 언론인들이여" | - 송채경화                                | 김영오(세월호 유가족)                                                                                             |
| 25   | 10월 10일   | 홍대게와 세월호 AIS조작           | 1. 이슈브리핑 - 해경과 언딘의 유착 동기는 '홍대게'? 구조 책임은 말단 공무원 한 사람? - 검사, 국정원 직원도 '사이버 망명'? - Keep Calm and Eat Chicken! 2. 이슈토크 - 세월호 유가족 창현아빠가 원하는 것? - 국회 국정감사 관전 포인트? - 정부 제공 세월호의 위치 시뮬레이션 결과? "고의 가속도!"  | - 송채경화                                | 이남석(세월호 유가족) 정청래(국회의원) 김지영(다큐멘터리스트)                                                     |
| 26   | 10월 17일   | 카톡사찰 그리고 에어포켓          | 1. 이슈브리핑 - 검찰은 사이버 명예훼손 전담팀을 구성하는 단계에서 '검열과 통제’를 염두에 둔 것이다. - 네이버 밴드, 네비게이션도 사찰 2. 이슈토크 - 세월호 참사 - 정부가 발표한 사라졌던 세월호의 레이더 항적구간의 좌표에도 역시 같은 패턴의 의혹이 있다.                                        | - 송채경화                                | 서기호(국회의원) 유경근(세월호 유가족) 정청래(국회의원) 김지영(다큐멘터리스트)                                    |
| 27   | 10월 24일   | 건조물침입 그리고 포스트모던      | 1. 이슈브리핑 : 외신이 주목한 '사이버 망명' 2. 이슈토크 - 역사는 독재자가 이기는 게임이 아니다 - 편파 채증 그리고 낙서가 국가보안법? - 몸이 편할 때가 가장 힘들어요. | - 송채경화                                | 이하(팝아티스트) 김재연(국회의원)                                                                                 |
| 28   | 10월 31일   | 전작권과 미친김감독               | 1. 이슈브리핑 - 서울시공무원 간첩조작사건 솜방망이? - 신해철 '날아라 병아리' 2. 이슈토크 - 전작권의 ABC... 공짜 외교는 없다. - 지그재그 의심지역 3곳 모두 누락구간이다. - 즐겁게 생활하세요. 그러나...                                                                                           | - 송채경화                                | 정욱식(평화네트워크 대표) 김지영(다큐멘터리스트)                                                                  |
| 29   | 11월 7일    | 신해철 의료사고와 AIS조작         | 1. 이슈브리핑 : - 수원대학교의 검은 우산? - 신해철 의료사고?! -누구를 위한 개헌? 2. 이슈토크 : - 시연엄마 윤경희씨 - "표류하는 배가 빙빙? 역시 4번째 의혹의 구간에도 역시 AIS 조작!" | - 송채경화                                | 강태언 (의료소비자연대 사무총장) 정청래 (국회의원)                                                                |
| 30   | 11월 14일   | 신해철 그리고 세월호 레이더       | 1. 이슈브리핑 : - '무상급식' 지우고 박대통령 공약 실천 밑천으로? - 신해철 의료사고 진단? - '사자방' 음모의 촉설! 2. 이슈토크 : - 성호아빠, 최경덕씨 - 정부 발표한 세월호 레이더 항적자료! "AIS 조작이었다. 세월호는 지그재그, 급회전, 끝까지 타를 돌리고..."                                     | - 송채경화                                | 전현희 (변호사) 정청래 (국회의원)                                                                                 |
| 31   | 11월 21일   | 영국의사와 레이더조작             | 1. 이슈브리핑 : - 4대강 보수로 혈세 낭비! - 서울시 공무원 간첩조작사건의 가짜 증원 고백? - 영국 의사와 한국 의사? - 북한 인권법 채택과 한반도? 1. 이슈토크 : - 수빈엄마 "도와주세요" - 세월호 레이더 항적자료의 조작!                                                                            | - 송채경화                                | 우석균 (보건의료단체연합 정책위원장) 정청래 (국회의원) 김지영 (다큐멘터리 감독)                                   |

## 결방 및 편성 변경
- 2014년 4월 30일 : 세월호 사고 관련 번외편이 방영되었고 이에 따라 5월 2일 정규방송은 휴방하였다.
- 2014년 8월 8일 : 진행자 김어준 총수가 두바이 취재차 출국하여 결방되었다.[6]
- 2014년 8월 15일 : 20회를 정규편성하는 대신 40분 내외의 간략한 번외편을 방영하였다.
- 2014년 9월 12일 : 어떠한 설명도 없이 결방되었다.